# Sezonowa miłość
Sezonowa miłość – powieść autorstwa Gabrieli Zapolskiej, napisana w 1905.
Zakopane stało się w końcu XIX wieku miejscem spotkań elit intelektualnych i biznesowych wszystkich zaborów. Wiązały się a tym liczne skandale obyczajowe, a także zwykłe zabiegi matrymonialne, czynione przez osoby w różnym stopniu znane w określonych środowiskach. Autorka naświetla panujące w kurorcie realia: chciwość górali, którzy oszukują letników, małżeństwa zawierane w celach majątkowych, powszechne plotkarstwo, niski poziom artystyczny imprez rozrywkowych, a wreszcie zazdrość, zdrady i zabójstwa. Tatry stanowią odtrutkę na wszystkie te plagi przyciągnięte z miast, rodzaj katharsis dla wybranych. 
Podobną tematykę porusza bardziej humorystyczna powieść Baczmaha autorstwa Mieczysława Gwalberta Pawlikowskiego z 1898.